# Morris Graham Netting
Morris Graham Netting est un herpétologue américain né en 1904 à Wilkinsburg (Pennsylvanie) et mort le 26 août 1996 à Powdermill (Pennsylvanie).

## Biographie
- en 1925, alors qu'il était étudiant à Pitt, il devint volontaire au Carnegie Museum's amphibians and reptiles lab. Il fut engagé l'année suivante avec un salaire de cents par heure.
- de 1944 à 1963, il enseigna la géographie, la zoologie, et l'herpétologie à temps partiel à l’Université de Pittsburgh. Plethodon nettingi fut nommé en son honneur.
- de 1954 à 1975, il a été directeur du Carnegie Museum of Natural History.
- dans les années 1950, il a participé à la création du Powdermill Nature Reserve, la station de recherche du Carnegie Museum of Natural History. Cette réserve deviendra rapidement un des sites de baguage d'oiseaux les plus importants de l'est américain.

## Quelques espèces décrites
- Pseudobranchus axanthus Netting & Goin, 1942
- Plethodon richmondi Netting & Mittleman, 1938
- Rana sevosa Goin & Netting, 1940